# Меланеликсия Ахти
Меланеликсия Ахти (лат. Melanelixia ahtii) — вид листоватых лишайников семейства Пармелиевые.
Обнаружен в США, впервые описан как новый вид в 2016 году Теодором Ли Эсслингером (Theodore Lee Esslinger), Аной Креспо (Ana Crespo), Хельге Торстеном Лумбшем (Helge Thorsten Lumbsch), Прадипом Кумар Дивакором (Pradeep Kumar Divakar) и Стивеном Ливиттом (Steven Leavitt). Типовой образец был отобран с северной стороны каньона реки Колумбия (округ Кликитат, штат Вашингтон) на высоте 75 м над уровнем моря в смешанном дубово-жёлтососновом сообществе, растущий как эпифит на дубе. По результамам ДНК-анализа коллекций лишайников он также был обнаружен в четырёх западных штатах США: Калифорния, Айдахо, Орегон и Вашингтон. Специфический эпитет ahtii присвоен в честь финского лихенолога Теуво Ахти «за его вклад  в понимании разнообразия коричневых пармелиоидных лишайников».